# Röd
Röd (ze szw. Czerwony) – ósmy album studyjny szwedzkiego, zespołu rockowego Kent, wydany 6 listopada 2009.
Na płycie znajduje się 11 utworów. Teksty zostały napisane przez Joakima Berga, a muzyka – Joakima Berga oraz Martina Skölda.

## Lista utworów
1. "18:29-4"
2. "Taxmannen" (Poborca podatkowy)
3. "Krossa allt" (Burzyć wszystko)
4. "Hjärta" (Serce)
5. "Sjukhus" (Szpital)
6. "Vals för Satan (Din vän pessimisten)" (Walc dla Szatana (Twój przyjaciel pesymista))
7. "Idioter" (Idioci)
8. "Svarta linjer" (Czarne linie)
9. "Ensamheten" (Samotność)
10. "Töntarna" (Łajdacy)
11. "Det finns inga ord" (Nie ma żadnych słów)